# 대롱말과
대롱말과(Siphonocladaceae)는 갈파래강 대마디말목에 속하는 녹조류과의 하나이다. 6속 28종으로 이루어져 있다.

## 하위 속
- Apjohnia
- Boergesenia
- Chamaedoris
- 공말속 (Dictyosphaeria)
- Ernodesmis
- Siphonocladus